# زابووتچزنا
زابووتچزنا (به لهستانی:  Zabłotczyzna) یک روستا در لهستان است که در گمینا ناروکا واقع شده‌است. زابووتچزنا ۱۱۰ نفر جمعیت دارد.